# صفية بنت الحسين
السيدة صفية بنت الامام الحسين ( ع ) ، هي إحدى بنات الامام الحسين بن الامام علي بن أبي طالب عليهم السلام  بإتفاق روايات الشيعة و السنة ،  ولدت السيدة صفية بنت الامام الحسين عليه السلام في المدينة المنورة ،  ولدت عام 46 هـ ، وهي ابنة الرباب شقيقة عبد الله الرضيع و هنالك رأي ثاني يذهب اليه البعض أنها والدتها هي السيدة ام اسحاق بنت طلحة التيمية عليها السلام فتكون السيدة صفية شقيقة السيدة رقية عليها السلام من الام و الاب ،  وتوفيت سنة 61 هـ بمدينة بعلبك.
طبع كتاب عن السيدة صفية بنت الامام الحسين عليهما السلام يتحدث عنها و عن الروايات الشريفة التي جاءت بذكر السيدة صفية عليها السلام و دراسة عم مرقدها الشريف في بعلبك البقاع اللبناني للكاتب الشيخ حيدر الدمشقي ، ومتوفر هذه النسخة على موقع مكتبة نور 

## وفاتها
بعد مرور السبايا من كربلاء إلى الشام قد سلكوا طريق بعلبك، ولصعوبة الطرقات مات بعض الأطفال والنساء قبل الوصول إلى الشام ومن بين هؤلاء كانت السيدة صفية.

## معرض صور

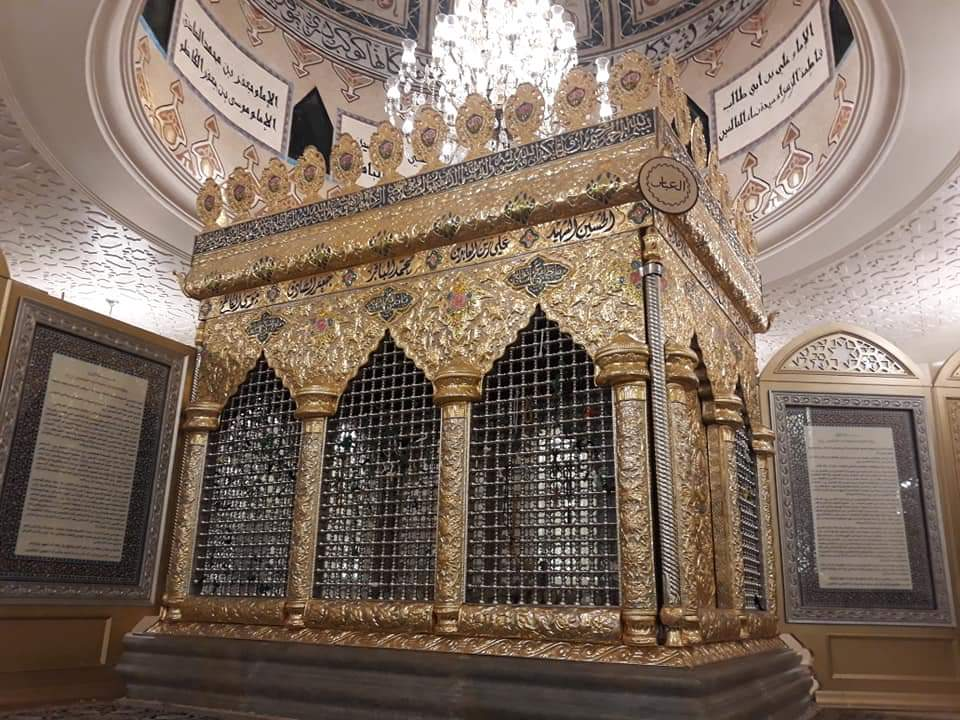
ضريح السيدة صفية
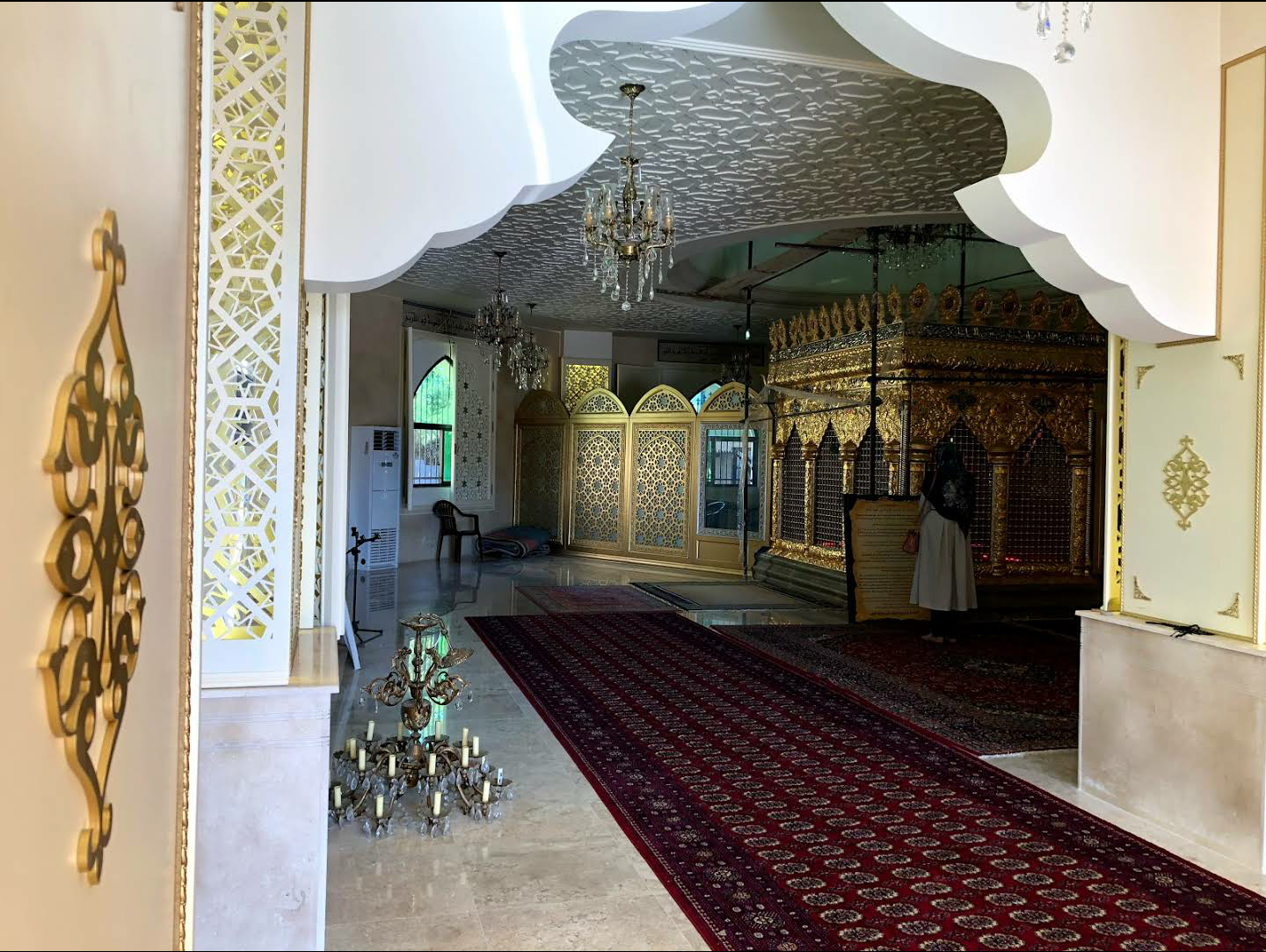